# Стердж (остров)
Стердж (англ. Sturge island) — необитаемый остров в Южном океане, а также самый большой из островов Баллени. На севере острова находится самая высокая точка— Браун-Пик (1524 метра). Остров, как и весь архипелаг, является предметом территориальных претензий Новой Зеландии, которая считает этот остров частью Территории Росса.

## География
Находится на 72 км юго-восточнее острова Бакл. Отделён от Бакл и Янг глубоким проливом (2100 метров и более), имеет вулканическое происхождение.

## История
В 1839 году британским мореплавателем Джоном Баллени. Назван в честь Томаса Стерджа, одного из семи лондонских купцов, которые помогали Баллени отправить экспедицию.

## Описание
Имеет форму паралелограма. Ширина 12 км, максимальная длина — 37 км.